# Christopher Schmieg
Christopher Schmieg est un coureur cycliste allemand, né le 3 mars 1989 à Ostfildern.

## Palmarès sur route

### Par années
- 2006
  - 1re étape du Tour de la région de Łódź
- 2008
  - Prologue du Tour de Corée-Japon
- 2009
  - 5e étape du Tour du Loir-et-Cher

### Classements mondiaux
| Année           | 2008   | 2009 |
| --------------- | ------ | ---- |
| UCI Asia Tour   | 176e   |      |
| UCI Europe Tour | 1 139e | 607e |

## Palmarès sur piste
- 2005
  -  Champion d'Allemagne de poursuite par équipes juniors (avec Fabian Schaar, Michael Riedle et Steimiller)
- 2006
  -  Champion d'Allemagne de poursuite par équipes juniors (avec Fabian Schaar, Michael Riedle et Dominik Nerz)
- 2007
  -  Champion d'Allemagne de poursuite par équipes juniors (avec Ralf Matzka, Michael Riedle et Jakob Steigmiller)